# Jackson Rathbone
Monroe Jackson Rathbone (Szingapúr, 1984. december 14. –) amerikai színész és énekes.

## Élete
Gyerekként Jackson rengeteg helyen megfordult édesapja munkája miatt. Szingapúrban született, de élt Maydenben, az indonéziai Jakartában, Londonban, Kaliforniában, Connecticutban, Norvégiában, végül Texasban kötött ki. Édesanyja Randee Lynn, édesapja 'Monroe Jackson Rathbone. Három nővére van, Ryan, Brittney és Kelly Garrett.
Jackson részt vett a helyi közösségi színházban, rendkívül aktív volt, futballozott, kosárlabdázott és baseballozott is. Együttest és egy kis üzletet is alapított. A legjobban a színészet és a zene tette boldoggá. Mikor középiskolába ment, elköltözött Michiganbe, és az Interlochen Arts Akadémiára jelentkezett. Itt rengeteg színészi előadáson vett részt. Ezen az akadémián diplomázott. 
Jackson legjobb barátja egy zenész, Alex Boyd, bemutatta őt menedzserének, Pat Cutlernek, aki rögtön észrevette benne a tehetséget, filmkarriert ajánlott neki. Egyértelművé vált, hogy a színészet való neki. Egymás után kapta a szerepeket sorozatokban és filmekben egyaránt. Később Jacksont áthelyezték Torontóba, ahol jelenleg is lakik. A nagy nemzetközi áttörést a Twilight film hozta meg a számára, amelyben Jasper Hale szerepét játszotta. Jackson imádja a filmeket, és szeret tanulni is belőlük. Imádja a zenét is. Jackson színvak, de ez sose gátolta célja elérésében. Együttese neve: 100 Monkeys.

## Érdekességek
- Kedvenc filmjei: Kurasowa’s Seven Samurai, Jarmusch’s Dead Man, The Five Obstructions.
- Kedvenc zenészei, zenekarai, művészei: Robert Johnson, Spenceer Bell, Lou Reed, The Kinks, Tom Waits, Man Man, David Bowie, Frank Sinatra, Dean Martin, Sammy Davis, Jr., The Stevedores and TV On The Radio.

## Filmográfia

### Film
| Év   | Cím                               | Eredeti cím                                | Szerep          | Magyar hang    | Rendező             |
| ---- | --------------------------------- | ------------------------------------------ | --------------- | -------------- | ------------------- |
| 2018 | Samson                            | Samson                                     | Rallah          |                | Bruce Macdonald     |
| 2012 | Alkonyat: Hajnalhasadás – 2. rész | The Twilight Saga: Breaking Dawn - Part 2. | Jasper Hale     | Simonyi Balázs | Bill Condon         |
| 2011 | Alkonyat: Hajnalhasadás – 1. rész | The Twilight Saga: Breaking Dawn - Part 1. | Jasper Hale     | Simonyi Balázs | Bill Condon         |
| 2010 | Alkonyat – Napfogyatkozás         | The Twilight Saga: Eclipse                 | Jasper Hale     | Simonyi Balázs | David Slade         |
| 2010 | Az utolsó léghajlító              | The Last Airbender                         | Sokka           | Előd Álmos     | M. Night Shyamalan  |
| 2009 | Alkonyat – Újhold                 | The Twilight Saga: Newmoon                 | Jasper Hale     | Simonyi Balázs | Chris Weitz         |
| 2009 |                                   | Hurt                                       | Conrad Coltrane |                | Barbara Stepansky   |
| 2009 | S. Drako                          | S. Darko                                   | Jeremy Frame    | Simonyi Balázs | Chris Fisher        |
| 2009 |                                   | Dread                                      | Stephen Grace   |                | Anthony DiBlasi     |
| 2008 | A te napod                        | Senior Skip Day                            | Snippy          | Szalay Csongor | Nick Weiss          |
| 2008 | Alkonyat                          | Twilight                                   | Jasper Hale     | Simonyi Balázs | Catherine Hardwicke |
| 2007 | Kegyenc fegyenc                   | Big Stan                                   | Robbie, a hippi | Molnár Levente | Rob Schneider       |
| 2007 | A fény völgye                     | The Valley of Light                        | Travis          |                | Brent Shields       |
| 2007 | A te napod                        | Senior Skip Day                            | Snippy          |                | Nick Weiss          |
| 2006 |                                   | Pray for Morning                           | Connor          |                | Cartney Wearn       |
| 2005 |                                   | River’s End                                | Jimmy           |                | William Katt        |

### Televízió
- 2011 ... Aim High ...Nick Green
- 2011 ... 100 Monkeys: Modern Times (video short) ...Red
- 2010 ... No Ordinary Family ...Trent Stafford
- 2010 ... Young Again (video short) ...Adult Ethan
- 2009 ... Gyilkos elmék ... Adam Jackson
- 2008 ... The cleaner - A független ...Joey
- 2007 ... Házi háború ...Dylan
- 2005-2006 ... Nagymenők ...Nicholas Fiske 16 epizód
- 2006 ... Narancsvidék ...Justin
- 2005 ... Close to Home ...Scott Fields